# Paul Sculfor
Paul Sculfor (Essex, Reino Unido, 1 de febrero de 1971) es un actor y modelo británico.

## Biografía
Antes de trabajar como modelo en las pasarelas de Jean-Paul Gaultier, entrenaba boxeo y trabajaba como obrero en la construcción en Essex. También trabajo para empresas como Levi's y Christian Dior.
Tuvo problemas con la cocaína, junto con Kate Moss a quien conoció en 1997 en un concurso de modelo.
En 2004 visitó un programa de desintoxicación de 4 semanas y asistió también a reuniones de Cocainómanos Anónimos.
Sculfor tiene un papel protagonista en la película de Bigas Luna DiDi Hollywood, estrenada en 2010.

### Vida privada
Es amigo personal de Victoria Beckham. Fue pareja de la modelo y presentadora de TV Lisa Snowdon, relación que terminó por las infidelidades de Sculfor. También estuvo con Jennifer Aniston (2007) y con Cameron Diaz (2008-2009).